# Sanxay (Laos)
Sanxay es un distrito de la provincia de Attapeu, Laos. A 1 de marzo de 2015 tenía una población censada de 21 551 habitantes.
Se encuentra ubicado al sur del país, sobre la meseta de Bolaven, y cerca de la frontera con Camboya y Vietnam.